# Peter Manley
Peter David Manley (ur. 7 marca 1962 w Cheam, Surrey, Anglia) – angielski darter, obecnie zrzeszony w Professional Darts Corporation. Jego przydomek to One Dart, zawodnik znany z tego, że często trafia podwójną liczbę punktów w pierwszym rzucie. Zawodnik często wspominany za ekscesy i długotrwałą rywalizację o prym na darterskich salonach z Philem Taylorem. Manley odmówił Taylorowi podania ręki po przegranym 7-0 finale PDC World Darts Championship w 2002. Manley dotarł jeszcze dwukrotnie do finału tego turnieju, za każdym razem przegrywając z Taylorem (6-2 w 1999 i 7-0 w 2006). Zwyciężył w 2003 Las Vegas Desert Classic, wygrywając w finale z Johnem Partem 16-12. Manley był prezesem Professional Dart Players Association, funkcję tę pełnił przez 6 lat.
Obecnie (kwiecień 2009) mieszka w Carlisle.